# Voiture à planches

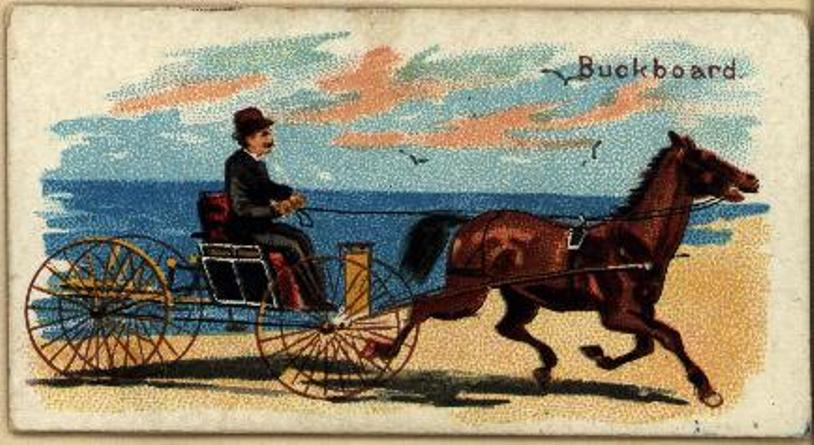
Encart de publicité des cigarettes Duke's, 1850-1920

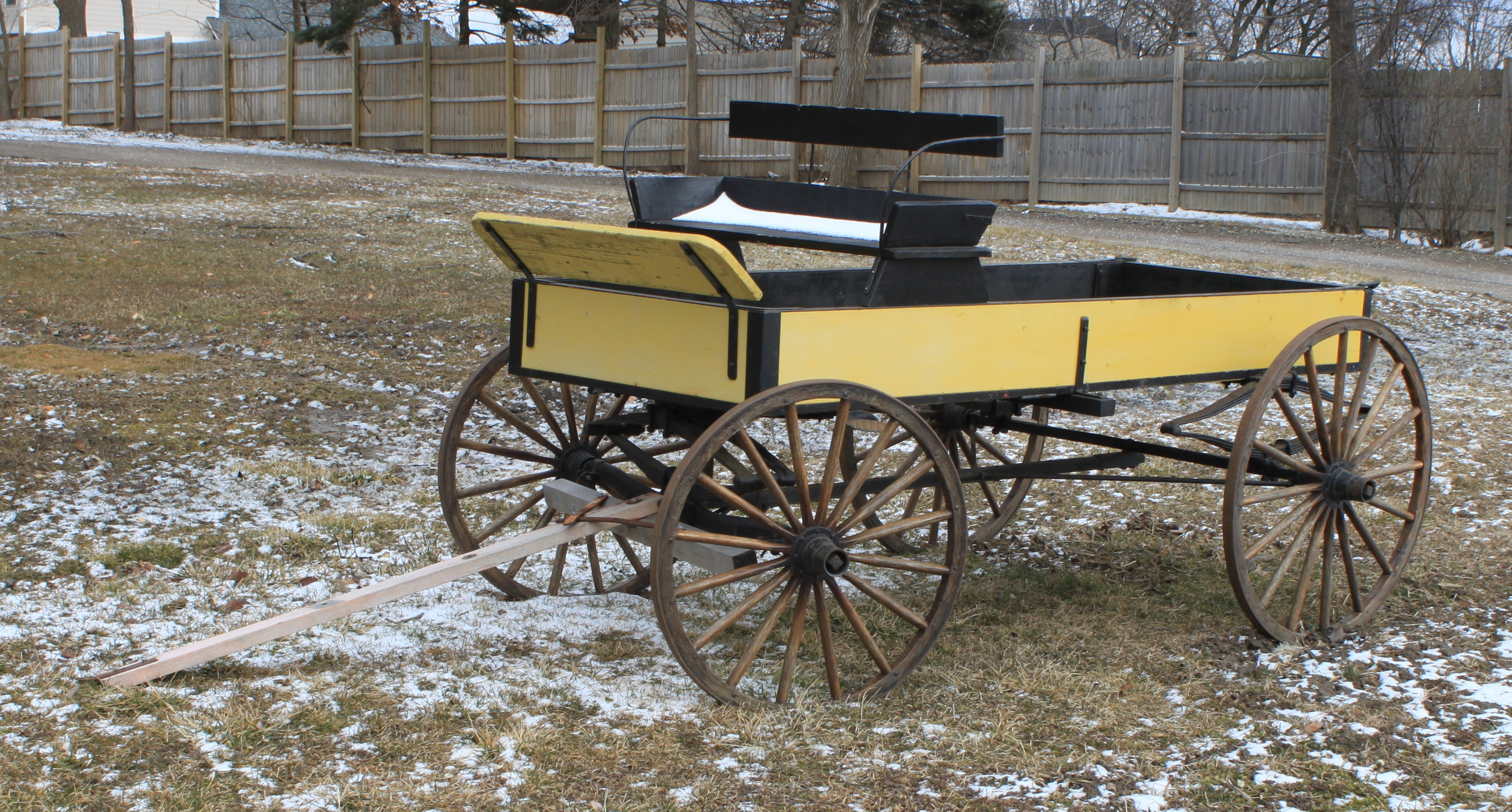
Voiture à planches contemporaine, Farmington Hills (Michigan)

Une voiture à planches, planche, voiture-planche, buckboard ou buck-board est une voiture à quatre roues de construction simple, à tirer par un grand animal, tel un cheval,.